# Knoppbryum
Knoppbryum (Bryum kunzei) är en bladmossart som beskrevs av Hornschuch 1819. Knoppbryum ingår i släktet bryummossor, och familjen Bryaceae. Arten är reproducerande i Sverige. Inga underarter finns listade i Catalogue of Life.